# Daniel Norling
Lars Daniel Norling (Stockholm, 1888. január 16. – Malmö, 1958. augusztus 28.) kétszeres olimpiai bajnok svéd tornász és olimpiai bajnok díjugrató.
Részt vett az 1908. évi nyári olimpiai játékokon, és tornában csapat összetettben aranyérmes lett.
A következő, 1912. évi nyári olimpiai játékokon is indult, és tornában a svéd rendszerű csapat összetettben aranyérmes lett.
Az utolsó olimpiája az 1920. évi nyári olimpiai játékok volt, ahol lovaglásban indult díjugratóként indult csapatban és bajnokok lettek.
Klubcsapatai a KFUM GA és a T5 IF voltak.
Testvére, Axel Norling vele együtt lett kétszeres olimpiai bajnok tornában.